# Gary Bailey
Gary Richard Bailey (Ipswich, 1958. augusztus 9. –) angol válogatott labdarúgó, kapus. Az angol válogatottal részt vett az 1986-os világbajnokságon.

## Pályafutása

### Klubcsapatokban
Az Angliában született, azonban Dél-Afrikában nevelkedett Bailey először a Cape Town City csapatához csatlakozott, majd elszerződött a Wits University-hez. Egy próbajátéknak köszönhetően, a Manchester United igazolta le és összesen 294 alkalommal lépett pályára a Vörös Ördögöknél. Kétszeres FA-kupa és egyszeres a szuperkupa győztes. 1987-ben elhagyta a klubot és visszatért Dél-Afrikába, ahol 1990-es visszavonulásáig játszott.

### A válogatottban
Az angol válogatott színeiben két alkalommal lépett pályára. Bekerült a válogatott keretébe, amely az 1986-os világbajnokságra utazott, azonban egy térdsérülés miatt nem tudott pályára lépni a tornán.

## Sikerei, díjai

### Klubcsapatban

#### Manchester United
- FA-kupa (2): 1982-83, 1984-85
- Charity Shield: 1983